# Muchajjam Dżabalija
Muchajjam Dżabalija (arab. ‏مخيم جباليا‎) – obóz uchodźców palestyńskich w Palestynie, w Strefie Gazy (muhafaza Gaza Północna). Według danych szacunkowych na 2016 rok – 58 517 mieszkańców.

## Konflikt izraelsko-palestyński
Podczas operacji „Płynny Ołów”, 6 stycznia 2009 wojska izraelskie ostrzelały podwórze szkoły al-Fachura w Muchajjam Dżabalija, przez co zginęło 44 Palestyńczyków, w tym czternaścioro dzieci.
Podczas walk w lipcu 2014 roku inna szkoła UNRWA w Muchajjam Dżabalija, służąca jako schron, została ostrzelana przez IDF. Zginęło wówczas 15 osób, a działania Izraela zostały skrytykowane przez przedstawicieli UNRWA jako złamanie międzynarodowego prawa humanitarnego.
Także podczas trwającej od października 2023 roku wojny w Strefie Gazy obóz był wielokrotnie bombardowany przez siły Izraela. 18 października zbombardowana została szkoła al-Fachura i schrony dla przesiedleńców, a zginąć mogło co najmniej 50 osób. 31 października kolejny atak powietrzny, wymierzony jakoby w oficera Hamasu Ibrahima Biari, spowodował rozległe zniszczenia i śmierć ponad 120 Palestyńczyków. Kolejne naloty z 18 listopada zabiły dalsze 80 osób. Do następnego ataku w Muchajjam Dżabalija doszło 17 grudnia, gdy zginęło około 90 Palestyńczyków. Według obserwatorów z ramienia ONZ bombardowania Muchajjam Dżabalija stanowią zbrodnię wojenną.
W maju 2024 do obozu wjechały izraelskie wojska lądowe. W wyniku dwudziestodniowej operacji 70% zabudowy w Muchajjam Dżabalija zostało zniszczone.